# Fox Film
Fox Film Corporation was een belangrijke en grote Amerikaanse filmstudio. De studio is gevormd in 1915 toen oprichter William Fox Greater New York Film Rental, een filmdistributiebedrijf en Fox Office Attractions Company (of Box Office Attractions Company, variërend per bron), een filmproductiebedrijf, beide opgericht in 1913 door hem, liet fuseren.
De allereerste filmstudiofaciliteiten van het bedrijf waren gevestigd in Fort Lee in de staat New Jersey, maar in 1919 werd de productie verplaatst naar een locatie dichter bij Hollywood, dat een beter en goedkoper klimaat had voor het produceren van films. In totaal heeft de studio 1324 films geproduceerd. Op 23 juli 1926 kocht het bedrijf een patent van het Movietone-geluidssysteem om ook geluid op film op te nemen.
William Fox verloor alle controle over het bedrijf na de Beurskrach van 1929. De nieuwe eigenaren van het bedrijf, onder leiding van Sidney Kent zochten een nieuwe manier om kapitaal voor het verliesmakende filmbedrijf te vinden. Uiteindelijk vroeg Kent aan Darryl F. Zanuck of hij en zijn Twentieth Century Pictures niet geïnteresseerd waren in een investering in Fox. Dit resulteerde in een fusie tussen beide bedrijven, dat eigenlijk een overname van Fox door 20th Century Pictures was. In 1935 fuseerden de twee filmstudio's uiteindelijk tot 20th Century-Fox Film Corporation, dat sinds 2020 20th Century Studios is.
In 1937 vernietigde een brand in een opslagkluis alle originele negatieven van de films van Fox Film Corporation van voor 1935.

## Filmografie

### 1935
- In Old Kentucky (1935)
- My Marriage (1935)
- Te quiero con locura (1935)
- Way Down East (1935)
- Bad Boy (1935)
- Charlie Chan in Shanghai (1935)
- Dressed to Thrill (1935)
- Piernas de seda (1935)
- Navy Wife (1935)
- Thunder in the Night (1935)
- The Gay Deception (1935)
- Ladies Love Danger (1935)
- Redheads on Parade (1935)
- Angelina o el honor de un brigadier (1935)
- Steamboat Round the Bend (1935)
- This Is the Life (1935)
- Here's to Romance (1935)
- Orchids to You (1935)
- Welcome Home (1935)
- Curly Top (1935)
- Dante's Inferno (1935)
- The Daring Young Man (1935)
- Doubting Thomas (1935)
- Silk Hat Kid (1935)
- Spring Tonic (1935)
- Black Sheep (1935)
- The Farmer Takes a Wife (1935)
- Our Little Girl (1935)
- Charlie Chan in Egypt (1935)
- Under the Pampas Moon (1935)
- Ginger (1935)
- Ten Dollar Raise (1935)
- It's a Small World (1935)
- Julieta compra un hijo (1935)
- Life Begins at Forty (1935)
- George White's 1935 Scandals (1935)
- Asegure a su mujer (1935)
- The Great Hotel Murder (1935)
- The Little Colonel (1935)
- One More Spring (1935)
- Señora casada necesita marido (1935)
- The Lottery Lover (1935)
- Under Pressure (1935)
- Baboona (1935)
- Charlie Chan in Paris (1935)
- The County Chairman (1935)
- Mystery Woman (1935)
- Helldorado (1935)

### 1934
- Bachelor of Arts (1934)
- Music in the Air (1934)
- Hell in the Heavens (1934)
- Bright Eyes (1934)
- 365 Nights in Hollywood (1934)
- Las Fronteras del amor (1934)
- Nada más que una mujer (1934)
- The White Parade (1934)
- Gambling (1934)
- Love Time (1934)
- Dos más uno dos (1934)
- Marie Galante (1934)
- Judge Priest (1934)
- Caravan (1934)
- Servants' Entrance (1934)
- Charlie Chan in London (1934)
- Un Capitan de Cosacos (1934)
- Pursued (1934)
- She Was a Lady (1934)
- Springtime for Henry (1934)
- Handy Andy (1934)
- Grand Canary (1934)
- Call It Luck (1934)
- Charlie Chan's Courage (1934)
- Baby Take a Bow (1934)
- She Learned About Sailors (1934)
- The World Moves On (1934)
- Now I'll Tell (1934)
- Such Women Are Dangerous (1934)
- Wild Gold (1934)
- Murder In Trinidad (1934)
- Granaderos del amor (1934)
- Change of Heart (1934)
- All Men Are Enemies (1934)
- Sleepers East (1934)
- Stand Up and Cheer! (1934)
- Bottoms Up (1934)
- I Believed in You (1934)
- Ever Since Eve (1934)
- Hold That Girl (1934)
- Three on a Honeymoon (1934)
- George White's Scandals (1934)
- Coming-Out Party (1934)
- David Harum (1934)
- Orient Express (1934)
- La Ciudad de cartón (1934)
- The Devil Tiger (1934)
- La Cruz y la espada (1934)
- Carolina (1934)
- As Husbands Go (1934)
- Frontier Marshal (1934)
- Caravane (1934)
- Elinor Norton (1934)
- L'Chayim Hadashim (1934)
- Passing Shadows (1934)
- Without You (1934)

### 1933
- I Am Suzanne (1933)
- Mr. Skitch (1933)
- Smoky (1933)
- Hoop-La (1933)
- Yo, tú y ella (1933)
- The Worst Woman in Paris? (1933)
- Jimmy and Sally (1933)
- No dejes la puerta abierta (1933)
- My Lips Betray (1933)
- Melodía prohibida (1933)
- The Mad Game (1933)
- Walls of Gold (1933)
- Cuando el amor ríe (1933)
- The Power and the Glory (1933)
- Doctor Bull (1933)
- My Weakness (1933)
- Berkeley Square (1933)
- Charlie Chan's Greatest Case (1933)
- Una Viuda romántica (1933)
- The Last Trail (1933)
- Paddy the Next Best Thing (1933)
- Shanghai Madness (1933)
- El Precio de un beso (1933)
- Arizona to Broadway (1933)
- The Devil's in Love (1933)
- Pilgrimage (1933)
- It's Great to Be Alive (1933)
- Life in the Raw (1933)
- The Man Who Dared (1933)
- Best of Enemies (1933)
- I Loved You Wednesday (1933)
- El Rey de los Gitanos (1933)
- Hold Me Tight (1933)
- Adorable (1933)
- Primavera en otoño (1933)
- The Warrior's Husband (1933)
- Zoo in Budapest (1933)
- Bondage (1933)
- Humanity (1933)
- Trick for Trick (1933)
- Hello, Sister (1933)
- Infernal Machine (1933)
- Pleasure Cruise (1933)
- Sailor's Luck (1933)
- Broadway Bad (1933)
- Dangerously Yours (1933)
- Smoke Lightning (1933)
- El Último varon sobre la Tierra (1933)
- State Fair (1933)
- The Face in the Sky (1933)
- Hot Pepper (1933)
- Olsen's Big Moment (1933)
- Cavalcade (1933)
- Marooned (1933)
- Second Hand Wife (1933)

### 1932
- Robbers' Roost (1932)
- Handle with Care (1932)
- Me and My Gal (1932)
- Too Busy to Work (1932)
- Call Her Savage (1932)
- Tess of the Storm Country (1932)
- Sherlock Holmes (1932)
- The Golden West (1932)
- Rackety Rax (1932)
- Six Hours to Live (1932)
- Wild Girl (1932)
- Hat Check Girl (1932)
- Chandu the Magician (1932)
- Down to Earth (1932)
- A Passport to Hell (1932)
- The Painted Woman (1932)
- Congorilla (1932)
- The First Year (1932)
- Almost Married (1932)
- Rebecca of Sunnybrook Farm (1932)
- Mystery Ranch (1932)
- Bachelor's Affairs (1932)
- Week Ends Only (1932)
- Society Girl (1932)
- Man About Town (1932)
- The Woman in Room 13 (1932)
- While Paris Sleeps (1932)
- The Trial of Vivienne Ware (1932)
- Young America (1932)
- Amateur Daddy (1932)
- Careless Lady (1932)
- Devil's Lottery (1932)
- Disorderly Conduct (1932)
- After Tomorrow (1932)
- Business and Pleasure (1932)
- She Wanted a Millionaire (1932)
- The Gay Caballero (1932)
- Silent Witness (1932)
- Cheaters at Play (1932)
- Charlie Chan's Chance (1932)
- Dance Team (1932)
- Stepping Sisters (1932)
- The Rainbow Trail (1932)
- El Caballero de la noche (1932)
- Marido y mujer (1932)

### 1931
- Delicious (1931)
- Good Sport (1931)
- Surrender (1931)
- Over the Hill (1931)
- Mi último amor (1931)
- Ambassador Bill (1931)
- Heartbreak (1931)
- The Cisco Kid (1931)
- The Yellow Ticket (1931)
- Riders of the Purple Sage (1931)
- Sob Sister (1931)
- Skyline (1931)
- La Ley del harem (1931)
- Wicked (1931)
- The Spider (1931)
- Mamá (1931)
- ¿Conoces a tu mujer? (1931)
- Merely Mary Ann (1931)
- Transatlantic (1931)
- The Brat (1931)
- Bad Girl (1931)
- Young as You Feel (1931)
- Hay que casar al príncipe (1931)
- A Holy Terror (1931)
- Their Mad Moment (1931)
- Hush Money (1931)
- Esclavas de la moda (1931)
- Goldie (1931)
- The Black Camel (1931)
- Annabelle's Affairs (1931)
- Cuerpo y alma (1931)
- Daddy Long Legs (1931)
- Women of All Nations (1931)
- Always Goodbye (1931)
- Young Sinners (1931)
- Six Cylinder Love (1931)
- The Spy (1931)
- Three Girls Lost (1931)
- El Impostor (1931)
- Quick Millions (1931)
- Charlie Chan Carries On (1931)
- A Connecticut Yankee (1931)
- Die Große Fahrt (1931)
- Mr. Lemon of Orange (1931)
- Doctors' Wives (1931)
- Three Rogues (1931)
- East Lynne (1931)
- Camino del infierno (1931)
- Body and Soul (1931)
- Don't Bet on Women (1931)
- La Gran jornada (1931)
- Girls Demand Excitement (1931)
- Seas Beneath (1931)
- Once a Sinner (1931)
- The Man Who Came Back (1931)
- Eran trece (1931)
- La Piste des géants (1931)

### 1930
- Men on Call (1930)
- Under Suspicion (1930)
- Princess and the Plumber (1930)
- Are You There? (1930)
- Part Time Wife (1930)
- Lightnin' (1930)
- Oh, for a Man (1930)
- Just Imagine (1930)
- The Dancers (1930)
- Renegades (1930)
- The Big Trail (1930)
- Scotland Yard (1930)
- A Devil with Women (1930)
- Up the River (1930)
- Liliom (1930)
- Soup to Nuts (1930)
- The Sea Wolf (1930)
- On Your Back (1930)
- Song o' My Heart (1930)
- The Last of the Duanes (1930)
- Man Trouble (1930)
- Common Clay (1930)
- One Mad Kiss (1930)
- Wild Company (1930)
- Good Intentions (1930)
- Cheer Up and Smile (1930)
- Rough Romance (1930)
- Women Everywhere (1930)
- Not Damaged (1930)
- So This Is London (1930)
- On the Level (1930)
- Born Reckless (1930)
- New Movietone Follies of 1930 (1930)
- The Arizona Kid (1930)
- Double Cross Roads (1930)
- Temple Tower (1930)
- The Three Sisters (1930)
- Crazy That Way (1930)
- High Society Blues (1930)
- The Golden Calf (1930)
- Such Men Are Dangerous (1930)
- The Big Party (1930)
- City Girl (1930)
- Happy Days (1930)
- Let's Go Places (1930)
- Men Without Women (1930)
- Cameo Kirby (1930)
- Harmony at Home (1930)
- The Lone Star Ranger (1930)
- Del mismo barro (1930)
- El Último de los Vargas (1930)
- El Valiente (1930)

### 1929
- Sunny Side Up (1929)
- Hot for Paris (1929)
- Christina (1929)
- The Sky Hawk (1929)
- South Sea Rose (1929)
- Seven Faces (1929)
- Nix on Dames (1929)
- Romance of the Rio Grande (1929)
- A Song of Kentucky (1929)
- Love, Live and Laugh (1929)
- The Cock-Eyed World (1929)
- Frozen Justice (1929)
- The River (1929)
- The Girl From Havana (1929)
- They Had to See Paris (1929)
- Big Time (1929)
- Salute (1929)
- Married In Hollywood (1929)
- Why Leave Home? (1929)
- Lucky Star (1929)
- Words and Music (1929)
- Chasing Through Europe (1929)
- Detectives Wanted (1929)
- Masquerade (1929)
- Black Magic (1929)
- Pleasure Crazed (1929)
- Behind That Curtain (1929)
- All Steamed Up (1929)
- The Exalted Flapper (1929)
- The One Woman Idea (1929)
- Hired and Fired (1929)
- Fox Grandeur News (1929)
- Fox Movietone Follies of 1929 (1929)
- Masked Emotions (1929)
- Waltzing Around (1929)
- The Valiant (1929)
- The Black Watch (1929)
- Knights Out (1929)
- Protection (1929)
- The Far Call (1929)
- The Woman from Hell (1929)
- Joy Street (1929)
- Thru Different Eyes (1929)
- The Veiled Woman (1929)
- The Medicine Men (1929)
- Music Fiends (1929)
- Trent's Last Case (1929)
- Girls Gone Wild (1929)
- Not Quite Decent (1929)
- The Family Picnic (1929)
- Blue Skies (1929)
- Hearts in Dixie (1929)
- Speakeasy (1929)
- Beneath the Law (1929)
- Strong Boy (1929)
- Stewed, Fried and Boiled (1929)
- Belle of Samoa (1929)
- Sound Your 'A' (1929)
- The Ghost Talks (1929)
- New Year's Eve (1929)
- Happy Birthday (1929)
- Making the Grade (1929)
- Lesson No. 1 (1929)
- Sin Sister (1929)
- In Holland (film) (1929)
- Furnace Trouble (1929)
- Fugitives (1929)
- True Heaven (1929)
- Captain Lash (1929)
- The Diplomats (1929)
- Friendship (1929)

### 1928
- The Laldies' Man (1928)
- The Bath Between (1928)
- In Old Arizona (1928)
- Red Wine (1928)
- Homesick (1928)
- The Spellbinder (1928/I)
- Blindfold (1928)
- Riley the Cop (1928)
- Napoleon's Barber (1928)
- Prep and Pep (1928)
- Taking a Chance (1928)
- Romance of the Underworld (1928)
- Me, Gangster (1928)
- The Farmer's Daughter (1928)
- Dry Martini (1928)
- 4 Devils (1928)
- The Air Circus (1928)
- Plastered In Paris (1928)
- Mother Knows Best (1928)
- Win That Girl (1928)
- The River Pirate (1928)
- Girl-Shy Cowboy (1928)
- The Elephant's Elbows (1928)
- None But the Brave (1928/I)
- Road House (1928)
- The Sex Life of the Polyp (1928)
- Daisies Won't Yell (1928)
- Painted Post (1928)
- The Red Dance (1928)
- Shaw Talks for Movietone News (1928)
- A Cow's Husband (1928)
- Fleetwing (1928)
- Don't Marry (1928)
- No Other Woman (1928)
- Wild West Romance (1928)
- Chicken a La King (1928)
- Fazil (1928)
- News Parade (1928)
- Thief in the Dark (1928)
- Follow the Leader (1928)
- Hangman's House (1928)
- Hello Cheyenne (1928)
- The Escape (1928)
- Honor Bound (1928)
- The Play Girl (1928)
- T. Bone for Two (1928)
- Street Angel (1928)
- Love Hungry (1928)
- Why Sailors Go Wrong (1928)
- Dressed to Kill (1928)
- The Treasurer's Report (1928)
- A Horseman of the Plains (1928)
- Too Many Cookies (1928)
- Square Crooks (1928)
- A Girl in Every Port (1928)
- Four Sons (1928)
- Soft Living (1928)
- Mother Machree (1928)
- Daredevil's Reward (1928)
- Sharp Shooters (1928)
- The Branded Sombrero (1928)
- Woman Wise (1928)
- The Cowboy Kid (1928)
- Four A.M. (1928)
- The Gateway of the Moon (1928)
- Mind Your Business (1928)
- Mystery Mansion (1928)

### 1927
- Come to My House (1927)
- Silk Legs (1927)
- The Wizard (1927)
- Wild Puppies (1927)
- Wolf Fangs (1927)
- The Arizona Wildcat (1927)
- Ladies Must Dress (1927)
- Blood Will Tell (1927)
- Four Faces West (1927)
- Very Confidential (1927)
- Captain Kidd's Kittens (1927)
- Pajamas (1927)
- High School Hero (1927)
- East Side, West Side (1927)
- Silver Valley (1927)
- Why Blondes Leave Home (1927)
- Black Jack (1927/I)
- A Fool and His Honey (1927)
- The Gay Retreat (1927)
- Sunrise: A Song of Two Humans (1927)
- Twenty Legs Under the Sea (1927)
- Two Girls Wanted (1927)
- The Loves of Carmen (1927)
- The Joy Girl (1927)
- Tumbling River (1927)
- Chain Lightning (1927)
- Paid to Love (1927)
- Married Alive (1927)
- Singed (1927)
- A Wolf in Cheap Clothing (1927)
- The Circus Ace (1927)
- Gentleman Prefer Scotch (1927)
- Cupid and the Clock (1927)
- Secret Studio (1927)
- Good As Gold (1927)
- Slaves of Beauty (1927)
- Wine, Women and Sauerkraut (1927)
- The Cradle Snatchers (1927)
- Rich But Honest (1927)
- Is Zat So? (1927)
- A Man About Town (1927)
- Heart of Salome (1927)
- Outlaws of Red River (1927)
- Seventh Heaven (1927)
- Hills of Peril (1927)
- A Dog's Pal (1927)
- Car Shy (1927)
- Girls (1927)
- Birthday Greetings (1927)
- Whispering Sage (1927)
- The Broncho Twister (1927)
- Love Makes 'Em Wild (1927)
- Ankles Preferred (1927)
- The Monkey Talks (1927)
- Marriage (1927)
- The War Horse (1927)
- Upstream (1927)
- Hello Lafayette (1927)
- The Last Trail (1927)
- The Music Master (1927)
- The Auctioneer (1927)
- Bathing Suitor (1927)
- Stage Madness (1927)
- One Increasing Purpose (1927)
- Colleen (1927)
- Publicity Madness (1927)

### 1926
- The Great K & A Train Robbery (1926)
- Big Business (1926)
- Desert Valley (1926)
- Back to Mother (1926)
- Bertha, the Sewing Machine Girl (1926)
- Summer Bachelors (1926)
- Going Crooked (1926)
- Golf Widows (1926)
- The Battling Kangaroo (1926)
- The Canyon of Light (1926)
- A Parisian Knight (1926)
- Babes in the Jungle (1926)
- Wings of the Storm (1926)
- What Price Glory (1926)
- The Tennis Wizard (1926)
- The City (1926)
- The Return of Peter Grimm (1926)
- 30 Below Zero (1926)
- Die Abenteuer eines Zehnmarkscheines (1926)
- Whispering Wires (1926)
- The Country Beyond (1926)
- The Midnight Kiss (1926)
- Dizzy Dancers (1926)
- The Lily (1926)
- Womanpower (1926)
- The Blue Eagle (1926)
- Easy Payments (1926)
- The Complete Life (1926)
- Marriage License? (1926)
- The Flying Horseman (1926)
- The Family Upstairs (1926)
- No Man's Gold (1926)
- Fig Leaves (1926)
- 3 Bad Men (1926)
- Honesty - The Best Policy (1926)
- More Pay - Less Work (1926)
- The Gentle Cyclone (1926)
- The Family Picnic (1926)
- Hard Boiled (1926)
- A Trip to Chinatown (1926)
- The Silver Treasure (1926)
- Black Paradise (1926)
- A Man Four-Square (1926)
- Too Many Relations (1926)
- The Shamrock Handicap (1926)
- They're Coming to Get Me (1926)
- Early to Wed (1926)
- Eight-Cylinder Bull (1926)
- Tony Runs Wild (1926)
- Rustling for Cupid (1926)
- Sandy (1926)
- The Fighting Buckaroo (1926)
- From a Cabby's Seat (1926)
- Siberia (1926)
- Two Lips in Holland (1926)
- Yellow Fingers (1926)
- Hell's 400 (1926)
- The Dixie Merchant (1926)
- The Johnstown Flood (1926)
- My Own Pal (1926)
- Elsie in New York (1926)
- A Bankrupt Honeymoon (1926)
- The Road to Glory (1926)
- The Cowboy and the Countess (1926)
- The Feud (1926)
- The First Year (1926)
- A Flaming Affair (1926)
- The Outsider (1926)
- The Fighting Tailor (1926)
- The Palace of Pleasure (1926)
- The Yankee Señor (1926)
- Cupid à la Carte (1926)
- The Gilded Butterfly (1926)
- Not to Be Trusted (1926)

### 1925
- The Ancient Mariner (1925)
- The Flying Fool (1925/II)
- The Golden Strain (1925)
- The Desert's Price (1925)
- Wages for Wives (1925)
- Up on the Farm (1925)
- When the Door Opened (1925)
- The Best Bad Man (1925)
- Control Yourself (1925)
- Failure (1925)
- The Shepherd King (1925)
- East Lynne (1925)
- East Side, West Side (1925/II)
- The Fool (1925)
- Lazybones (1925)
- Durand of the Badlands (1925)
- Thank You (1925)
- The Wrestler (1925)
- The Winding Stair (1925)
- The Fighting Heart (1925)
- Transients in Arcadia (1925)
- All Aboard (1925)
- All Abroad (1925)
- The Everlasting Whisper (1925)
- Thunder Mountain (1925)
- A Cloudy Romance (1925)
- Havoc (1925)
- Timber Wolf (1925)
- The Wheel (1925)
- Kentucky Pride (1925)
- The Lucky Horseshoe (1925)
- Lightnin' (1925)
- Greater Than a Crown (1925)
- Every Man's Wife (1925)
- Hearts and Spurs (1925)
- The Kiss Barrier (1925)
- The Rainbow Trail (1925)
- Scandal Proof (1925)
- She Wolves (1925)
- The Butterfly Man (1925)
- Wings of Youth (1925)
- Gold and the Girl (1925)
- Marriage in Transit (1925)
- The Hunted Woman (1925)
- The Scarlet Honeymoon (1925)
- Riders of the Purple Sage (1925)
- The Trail Rider (1925)
- Tons of Trouble (1925)
- The Man Without a Country (1925)
- Blue Blood (1925/II)
- Dick Turpin (1925)
- The Champion of Lost Causes (1925)
- The Guest of Honor (1925)
- Arizona Romeo (1925)
- The Dancers (1925)
- Ports of Call (1925)
- The Motor Boat Demon (1925)

### 1924
- Curlytop (1924)
- In Love with Love (1924)
- Star Dust Trail (1924)
- Folly of Vanity (1924)
- The Burglar (1924)
- The Deadwood Coach (1924)
- Flames of Desire (1924)
- Gold Heels (1924)
- The Roughneck (1924)
- Troubles of a Bride (1924)
- The Man Who Played Square (1924)
- Roaring Lions at Home (1924)
- The Brass Bowl (1924)
- My Husband's Wives (1924)
- Daughters of the Night (1924)
- The Last Man on Earth (1924)
- Teeth (1924)
- Darwin Was Right (1924)
- Gerald Cranston's Lady (1924)
- The Warrens of Virginia (1924)
- Winner Take All (1924)
- Great Diamond Mystery (1924)
- Hearts of Oak (1924)
- Westward, Whoa! (1924/II)
- A Deep Sea Panic (1924)
- The Painted Lady (1924)
- Oh, You Tony! (1924)
- Blows and Dynamite (1924)
- The Cyclone Rider (1924)
- Honor Among Men (1924)
- Dante's Inferno (1924)
- It Is the Law (1924)
- The Iron Horse (1924)
- The Desert Outlaw (1924)
- The Fight (1924)
- The Last of the Duanes (1924)
- The Man Who Came Back (1924)
- That French Lady (1924)
- Against All Odds (1924)
- The Heart Buster (1924)
- Romance Ranch (1924)
- Western Luck (1924)
- Sad But True (1924)
- The Lone Chance (1924)
- The Circus Cowboy (1924)
- The Trouble Shooter (1924)
- When Wise Ducks Meet (1924)
- The Plunderer (1924)
- Arizona Express (1924)
- A Man's Mate (1924)
- The Vagabond Trail (1924)
- The Wolf Man (1924)
- Be Yourself (1924)
- The Cow Boys (1924)
- Love Letters (1924)
- Ladies to Board (1924)
- Not a Drum Was Heard (1924)
- The Shadow of the East (1924)
- Just Off Broadway (1924)
- Alice in Dreamland (1924)
- The Blizzard (1924)

### 1923
- Eyes of the Forest (1923)
- Gentle Julia (1923)
- Hoodman Blind (1923)
- Cupid's Fireman (1923)
- Arabia's Last Alarm (1923)
- Kentucky Days (1923)
- The Net (1923)
- South Sea Love (1923)
- When Odds Are Even (1923)
- North of Hudson Bay (1923)
- The Temple of Venus (1923)
- Six Cylinder Love (1923)
- The Governor's Lady (1923)
- Mile-a-Minute Romeo (1923)
- Cameo Kirby (1923)
- Big Dan (1923)
- The Exiles (1923)
- The Grail (1923)
- No Mother to Guide Her (1923)
- Does It Pay? (1923)
- Times Have Changed (1923)
- Up in the Air (1923)
- Full Speed Ahead (1923)
- St. Elmo (1923/I)
- Hell's Hole (1923)
- The Two Johns (1923)
- The Lone Star Ranger (1923)
- The Gunfighter (1923)
- Why Pay Rent? (1923)
- The Man Who Won (1923)
- Second Hand Love (1923)
- Soft Boiled (1923)
- The Tailor (1923)
- Alias the Night Wind (1923)
- The Cyclist (1923)
- The Silent Command (1923)
- Skid-Proof (1923)
- The Eleventh Hour (1923)
- A Tropical Romeo (1923)
- Applesauce (1923)
- Stepping Fast (1923)
- Boston Blackie (1923)
- The Author (1923)
- Where There's a Will (1923)
- Snowdrift (1923)
- Lovebound (1923)
- Madness of Youth (1923)
- Bucking the Barrier (1923)
- Three Jumps Ahead (1923)
- The Fourflusher (1923)
- Goodbye Girls (1923)
- If Winter Comes (1923)
- The Buster (1923)
- Truxton King (1923)
- Romance Land (1923)
- The Artist (1923)
- The Wise Cracker (1923)
- Brass Commandments (1923)
- Young and Dumb (1923)
- The Five Fifteen (1923/II)
- A Man's Size (1923)
- The Footlight Ranger (1923)
- Three Who Paid (1923)
- The Custard Cup (1923)
- The Face on the Bar-Room Floor (1923)
- A Friendly Husband (1923)
- The Monkey Farm (1923)
- Red Russia Revealed (1923)
- This Freedom (1923)
- You Can't Get Away with It (1923)

### 1922
- A California Romance (1922)
- Monna Vanna (1922)
- The Alarm (1922)
- The Fresh Heir (1922)
- Catch My Smoke (1922)
- The Great Night (1922)
- The Boss of Camp Four (1922)
- My Friend the Devil (1922)
- While Justice Waits (1922)
- The Lights of New York (1922)
- The Love Gambler (1922)
- Shirley of the Circus (1922)
- Tom Mix in Arabia (1922)
- The Village Blacksmith (1922)
- The Town That Forgot God (1922)
- Without Compromise (1922)
- Mixed Faces (1922)
- Bells of San Juan (1922)
- Calvert's Valley (1922)
- Dandy Dan: He's a Detective (1922)
- Do and Dare (1922)
- Youth Must Have Love (1922)
- The Yosemite Trail (1922)
- The Crusader (1922)
- Monte Cristo (1922)
- All Wet (1922/I)
- Who Are My Parents? (1922)
- The Eskimo (1922)
- Honor First (1922)
- Moonshine Valley (1922)
- The Fast Mail (1922)
- Just Tony (1922)
- The New Teacher (1922)
- West of Chicago (1922)
- Oath-Bound (1922)
- The Reporter (1922)
- Trooper O'Neil (1922)
- A Self-Made Man (1922)
- A Fool There Was (1922)
- For Big Stakes (1922)
- Lights of the Desert (1922)
- Roughshod (1922)
- Strange Idols (1922)
- Nero (1922)
- Silver Wings (1922)
- The Men of Zanzibar (1922)
- The Yellow Stain (1922)
- The Fighting Streak (1922)
- Shackles of Gold (1922)
- Very Truly Yours (1922)
- Western Speed (1922)
- Without Fear (1922)
- Arabian Love (1922)
- Elope If You Must (1922)
- Money to Burn (1922)
- Up and Going (1922)
- The Ragged Heiress (1922)
- Iron to Gold (1922)
- Extra! Extra! (1922)
- Pardon My Nerve! (1922)
- A Stage Romance (1922)
- The Broker (1922)
- Chasing the Moon (1922)
- The Broadway Peacock (1922)
- Smiles Are Trumps (1922)
- Strength of the Pines (1922)
- Any Wife (1922)
- Little Miss Smiles (1922)
- Sky High (1922)
- Winning with Wits (1922)
- Gleam O'Dawn (1922)
- Pawn Ticket 210 (1922)
- Special Delivery (1922)

### 1921
- The Roof Tree (1921)
- Fool Days (1921)
- Trailin' (1921)
- Whatever She Wants (1921)
- Jackie (1921)
- The Devil Within (1921)
- The Jolt (1921)
- Desert Blossoms (1921)
- Riding with Death (1921)
- Bucking the Line (1921)
- The Last Trail (1921)
- The Rough Diamond (1921)
- Cinderella of the Hills (1921)
- Queenie (1921)
- Bar Nothin' (1921)
- Fast and Furious (1921)
- The Lady From Longacre (1921)
- The Primal Law (1921)
- What Love Will Do (1921)
- Footfalls (1921)
- The Night Horsemen (1921)
- Ever Since Eve (1921)
- Hickville to Broadway (1921)
- Little Miss Hawkshaw (1921)
- Singing River (1921)
- To a Finish (1921)
- Perjury (1921)
- Play Square (1921)
- The Sailor (1921)
- After Your Own Heart (1921)
- A Virgin Paradise (1921)
- Shame (1921)
- Thunderclap (1921)
- Lovetime (1921)
- Live Wires (1921)
- Maid of the West (1921)
- Big Town Round-up (1921)
- Children of the Night (1921) (1921)
- Straight from the Shoulder (1921)
- Big Town Ideas (1921)
- The Mother Heart (1921)
- Get Your Man (1921)
- A Ridin' Romeo (1921)
- Beyond Price (1921)
- Ain't Love Grand? (1921)
- Colorado Pluck (1921)
- The Guide (1921)
- Hearts of Youth (1921)
- The Big Secret (1921)
- His Greatest Sacrifice (1921)
- The Lamplighter (1921)
- The Queen of Sheba (1921)
- Skirts (1921)
- Hands Off (1921)
- The Tomboy (1921)
- The One-Man Trail (1921)
- Bare Knuckles (1921)
- A Connecticut Yankee in King Arthur's Court (1921)
- Know Your Men (1921)
- Oliver Twist, Jr. (1921)
- The Blushing Bride (1921)
- Dynamite Allen (1921)
- While the Devil Laughs (1921)
- The Road Demon (1921)
- The Big Punch (1921)
- Wing Toy (1921)
- The Mountain Woman (1921)
- The Primitive Call (1921)
- Why Trust Your Husband (1921)
- All Wrong (1921)
- The Cheater Reformed (1921)
- The Baby (1921)
- The Barnstormer (1921)
- The Happy Pest (1921)
- The Night Before (1921)
- Partners of Fate (1921)
- Roaring Lions on Parade (1921)

### 1920
- Prairie Trails (1920)
- Blind Wives (1920)
- Fantomas (1920)
- Two Moons (1920)
- The Scuttlers (1920)
- The Thief (1920)
- Flame of Youth (1920)
- Don't Tickle (1920)
- Her Dog-Gone Wedding (1920)
- The Land of Jazz (1920)
- The Iron Rider (1920)
- The Plunger (1920)
- The Girl of My Heart (1920)
- The Face at Your Window (1920)
- The Little Grey Mouse (1920)
- Drag Harlan (1920)
- Just Pals (1920)
- The Tiger's Cub (1920)
- The Challenge of the Law (1920)
- Sunset Sprague (1920)
- Beware of the Bride (1920)
- The Texan (1920)
- From Now On (1920)
- The Husband Hunter (1920/I)
- Over the Hill to the Poorhouse (1920)
- Merely Mary Ann (1920)
- Firebrand Trevison (1920)
- The Skywayman (1920)
- Bride 13 (1920)
- The Man Who Dared (1920)
- The Untamed (1920)
- While New York Sleeps (1920)
- If I Were King (1920)
- Square Shooter (1920/I)
- Her Honor the Mayor (1920)
- The Little Wanderer (1920)
- Rose of Nome (1920)
- Sink or Swim (1920)
- The White Moll (1920)
- Three Gold Coins (1920)
- The Joyous Troublemaker (1920)
- A Sister to Salome (1920)
- The Spirit of Good (1920)
- Love's Harvest (1920)
- White Lies (1920)
- The Iron Heart (1920)
- The Twins of Suffering Creek (1920)
- The Terror (1920)
- Forbidden Trails (1920)
- The Dead Line (1920)
- Leave It to Me (1920)
- The Orphan (1920)
- Desert Love (1920)
- Molly and I (1920)
- The Mother of His Children (1920)
- The Tattlers (1920)
- The Daredevil (1920)
- Black Shadows (1920)
- The Devil's Riddle (1920)
- A Manhattan Knight (1920)
- The Last Straw (1920)
- The Adventurer (1920)
- Faith (1920)
- The Hell Ship (1920)
- Her Elephant Man (1920)
- Shod with Fire (1920)
- The Strongest (1920)
- The Cyclone (1920)
- Heart Strings (1920)
- Chicken Ã la Cabaret (1920)
- Flames of the Flesh (1920)
- Number 17 (1920)
- The Shark (1920)
- Sheriff Nell's Comeback (1920)
- What Would You Do? (1920)
- A World of Folly (1920)
- Would You Forgive? (1920)

### 1919
- The Lincoln Highwayman (1919)
- Tin Pan Alley (1919)
- The Web of Chance (1919)
- The Feud (1919)
- Lost Money (1919)
- Thieves (1919)
- Wings of the Morning (1919)
- Vagabond Luck (1919)
- A Girl In Bohemia (1919)
- Should a Husband Forgive? (1919)
- The Lost Princess (1919)
- The Speed Maniac (1919)
- Snares of Paris (1919)
- Sacred Silence (1919)
- La Belle Russe (1919)
- The Merry-Go-Round (1919)
- The Broken Commandments (1919)
- The Last of the Duanes (1919)
- The Splendid Sin (1919)
- The Winning Stroke (1919)
- Checkers (1919)
- Her First Kiss (1919)
- Rough-Riding Romance (1919)
- Evangeline (1919)
- Kathleen Mavourneen (1919)
- Love Is Love (1919)
- Chasing Rainbows (1919)
- Wolves of the Night (1919)
- Cheating Herself (1919)
- Rose of the West (1919)
- The Sneak (1919)
- The Wilderness Trail (1919)
- Be a Little Sport (1919)
- The Lone Star Ranger (1919)
- Putting One Over (1919)
- Cowardice Court (1919)
- My Little Sister (1919)
- The Jungle Trail (1919)
- When Fate Decides (1919)
- A Woman There Was (1919)
- The Divorce Trap (1919)
- A Fallen Idol (1919)
- Words and Music by - (1919)
- The Coming of the Law (1919)
- Miss Adventure (1919)
- Help! Help! Police! (1919)
- The Love That Dares (1919)
- Pitfalls of a Big City (1919)
- Married in Haste (1919)
- Fighting for Gold (1919)
- The Rebellious Bride (1919)
- Thou Shalt Not (1919)
- Never Say Quit (1919)
- Gambling In Souls (1919)
- When Men Desire (1919)
- The Forbidden Room (1919)
- The Man Hunter (1919)
- His Musical Sneeze (1919)
- Smiles (1919)
- Hell-Roarin' Reform (1919)
- The Love Auction (1919)
- Luck and Pluck (1919)
- The Girl with No Regrets (1919)
- Woman, Woman! (1919)
- The Call of the Soul (1919)
- The Light (1919)
- Treat 'Em Rough (1919)
- Eastward Ho! (1919)
- The Lure of Ambition (1919)
- Seventh Person (1919)
- The Siren's Song (1919)

### 1918
- The Danger Zone (1918)
- For Freedom (1918)
- I'll Say So (1918)
- Caught in the Act (1918)
- I Want to Forget (1918)
- Buchanan's Wife (1918)
- Every Mother's Son (1918)
- Ali Baba and the Forty Thieves (1918)
- Why I Would Not Marry (1918)
- Fan Fan (1918)
- The Woman Who Gave (1918)
- The Rainbow Trail (1918)
- Fame and Fortune (1918)
- Marriages Are Made (1918)
- Tell It to the Marines (1918)
- Salome (1918)
- Swat the Spy (1918)
- Kultur (1918)
- The Caillaux Case (1918)
- The Queen of Hearts (1918)
- Mr. Logan, U.S.A. (1918)
- Why America Will Win (1918)
- Bonnie Annie Laurie (1918)
- The Prussian Cur (1918)
- Queen of the Sea (1918)
- Riders of the Purple Sage (1918)
- Lawless Love (1918)
- The Liar (1918/I)
- The Bird of Prey (1918)
- Doing Their Bit (1918/I)
- Fallen Angel (1918)
- Miss Innocence (1918)
- Her Price (1918)
- Other Men's Daughters (1918)
- The Kid Is Clever (1918)
- Who's Your Father? (1918)
- The Scarlet Road (1918)
- We Should Worry (1918)
- Ace High (1918)
- Blue-Eyed Mary (1918)
- Wild Women and Tame Lions (1918)
- Confession (1918)
- The Firebrand (1918)
- Peg of the Pirates (1918)
- Brave and Bold (1918)
- True Blue (1918)
- Her One Mistake (1918)
- The Soul of Buddha (1918)
- Western Blood (1918)
- The Bride of Fear (1918)
- A Camouflage Kiss (1918)
- On the Jump (1918)
- A Daughter of France (1918)
- Rough and Ready (1918)
- The Devil's Wheel (1918)
- The Debt of Honor (1918)
- The Blindness of Divorce (1918)
- The Girl with the Champagne Eyes (1918)
- American Buds (1918)
- Six Shooter Andy (1918)
- The Moral Law (1918)
- Jack Spurlock, Prodigal (1918)
- The Forbidden Path (1918)
- The Heart of Romance (1918)
- Treasure Island (1918)
- Cheating the Public (1918)
- A Heart's Revenge (1918)
- Cupid's Roundup (1918)
- Stolen Honor (1918)
- Roaring Lions on the Midnight Express (1918)
- The She Devil (1918)
- The Strange Woman (1918)
- Under the Yoke (1918)
- When a Woman Sins (1918)
- Why I Should Not Marry (1918)
- The Woman and the Law (1918)

### 1917
- For Liberty (1917)
- Madame Du Barry (1917)
- Unknown 274 (1917)
- The Heart of a Lion (1917)
- The Pride of New York (1917)
- Trouble Makers (1917)
- Les Misérables (1917)
- The Babes in the Woods (1917)
- A Branded Soul (1917)
- All for a Husband (1917)
- The Painted Madonna (1917)
- Miss U.S.A. (1917)
- The Scarlet Pimpernel (1917)
- When a Man Sees Red (1917)
- Cleopatra (1917)
- Thou Shalt Not Steal (1917)
- Aladdin and the Wonderful Lamp (1917)
- Conscience (1917)
- Camille (1917/)
- A Rich Man's Plaything (1917)
- North of Fifty Three (1917)
- The Yankee Way (1917)
- The Conqueror (1917)
- Tom and Jerry Mix (1917)
- Betrayed (1917)
- Every Girl's Dream (1917)
- The Spy (1917)
- Durand of the Bad Lands (1917)
- Wrath of Love (1917)
- Jack and the Beanstalk (1917) (aka A Modern Jack and the Beanstalk)
- Wife Number Two (1917)
- A Soft Tenderfoot (1917)
- The Innocent Sinner (1917)
- To Honor and Obey (1917)
- Two Little Imps (1917)
- Patsy (1917)
- The Siren (1917)
- Some Boy (1917)
- Six Cylinder Love (1917)
- The Broadway Sport (1917)
- The Slave (1917/I)
- The Silent Lie (1917)
- The Final Payment (1917)
- Heart and Soul (1917)
- The Book Agent (1917)
- A Roman Cowboy (1917)
- The Small Town Girl (1917)
- An Aerial Joy Ride (1917)
- American Methods (1917)
- A Royal Romance (1917)
- The Derelict (1917)
- She (1917)
- Her Temptation (1917)
- Her Greatest Love (1917)
- Tangled Lives (1917)
- High Finance (1917)
- The Blue Streak (1917)
- Hearts and Saddles (1917)
- Love's Law (1917)
- A Tale of Two Cities (1917)
- Sister Against Sister (1917)
- A Child of the Wild (1917)
- Melting Millions (1917)
- The Tiger Woman (1917)
- The Scarlet Letter (1917)
- The Honor System (1917)
- The New York Peacock (1917)
- One Touch of Sin (1917)
- The Bitter Truth (1917)
- Chased Into Love (1917)
- A Modern Cinderella (1917)
- The Price of Silence (1917)
- A Bath House Tangle (1917)
- The Cloud-Puncher (1917)
- The Darling of Paris (1917)
- His Ticklish Job (1917)
- The Kingdom of Love (1917)
- The Rose of Blood (1917)
- Social Pirates (1917)
- The Soul of Satan (1917)
- This Is the Life (1917)
- When False Tongues Speak (1917)

### 1916
- The Island of Desire (1916)
- The Victim (1916)
- The Love Thief (1916)
- The Battle of Life (1916)
- The Vixen (1916)
- The Mischief Maker (1916)
- Jealousy (1916)
- The Mediator (1916)
- Sins of Her Parent (1916)
- Love and Hate (1916)
- Romeo and Juliet (1916/I)
- A Daughter of the Gods (1916)
- The Ragged Princess (1916)
- The War Bride's Secret (1916)
- The Straight Way (1916)
- The Fires of Conscience (1916)
- Where Love Leads (1916)
- Her Double Life (1916)
- The Unwelcome Mother (1916)
- Little Miss Happiness (1916)
- Daredevil Kate (1916)
- Sporting Blood (1916)
- The End of the Trail (1916)
- Under Two Flags (1916)
- The Beast (1916)
- The Tortured Heart (1916)
- Caprice of the Mountains (1916)
- The Man From Bitter Roots (1916)
- Ambition (1916)
- A Woman's Honor (1916)
- Hypocrisy (1916)
- East Lynne (1916)
- The Spider and the Fly (1916)
- The Battle of Hearts (1916)
- Sins of Men (1916)
- The Eternal Sappho (1916)
- Blazing Love (1916)
- A Man of Sorrow (1916)
- A Modern Thelma (1916)
- Slander (1916)
- Blue Blood and Red (1916)
- A Wife's Sacrifice (1916)
- The Bondman (1916)
- Gold and the Woman (1916)
- The Marble Heart (1916)
- The Witch (1916)
- Fighting Blood (1916)
- The Fool's Revenge (1916)
- A Parisian Romance (1916)
- Merely Mary Ann (1916)
- The Ruling Passion (1916)
- The Serpent (1916)
- The Fourth Estate (1916)
- The Green-Eyed Monster (1916/I)

### 1915
- Destruction (1915)
- A Soldier's Oath (1915)
- Her Mother's Secret (1915/I)
- Unfaithful Wife (1915)
- The Galley Slave (1915)
- The Broken Law (1915)
- A Woman's Past (1915)
- Blindness of Devotion (1915)
- Carmen (1915, Raoul Walsh)
- The Family Stain (1915)
- The Soul of Broadway (1915)
- The Little Gypsy (1915)
- Sin (1915)
- A Wonderful Adventure (1915)
- Regeneration (1915)
- The Two Orphans (1915)
- Lady Audley's Secret (1915)
- The Song of Hate (1915)
- Dr. Rameau (1915)
- Should a Mother Tell (1915)
- The Devil's Daughter (1915)
- A Woman's Resurrection (1915)
- The Plunderer (1915)
- Princess Romanoff (1915)
- Anna Karenina (1915)
- The Clemenceau Case (1915)
- The Nigger (1915)
- The Celebrated Scandal (1915)
- From the Valley of the Missing (1915)
- The Girl I Left Behind Me (1915)
- Life's Shop Window (1915)
- Siren of Hell (1915)
- Wormwood (1915)
- A Fool There Was (1915)

### 1914
- The Thief (1914)

## Referentie
1. ↑  (en)  "$45,000 Fire Drives Families From Homes in Little Ferry", Bergen Evening Record, 9 juli 1937, p. 1. Geciteerd door Richard Koszarski in Fort Lee: The Film Town, Indiana University Press, 2005, pp. 339–341. ISBN 978-0-86196-652-3.